# Kamimine
Kamimine (jap. 上峰町 Kamimine-chō) – miasto w Japonii, na wyspie Kiusiu, w prefekturze Saga. Według danych na rok 2020 miejscowość zamieszkiwało 9 286 mieszkańców , a gęstość zaludnienia wyniosła 725,5 os./km².